# Anzin
Anzin – miejscowość i gmina we Francji, w regionie Hauts-de-France, w departamencie Nord.
Według danych na rok 1990 gminę zamieszkiwały 14 064 osoby, a gęstość zaludnienia wynosiła 3864 osób/km² (wśród 1549 gmin regionu Nord-Pas-de-Calais Anzin plasuje się na 50. miejscu pod względem liczby ludności, natomiast pod względem powierzchni na miejscu 793.).
W 1884 r. w mieście wybuchł strajk 12 000 górników, który stanowił inspirację dla Emila Zoli do napisania książki Germinal.

## Współpraca
Miejscowość partnerska:
- Boussu, Belgia